# Obrożnik arktyczny
Obrożnik arktyczny (Dicrostonyx groenlandicus vinogradovi) – podgatunek obrożnika grenlandzkiego, gryzonia z podrodziny karczowników (Arvicolinae) w rodzinie chomikowatych (Cricetidae), występujący na wyłącznie na Wyspie Wrangla w rosyjskiej Arktyce.

## Historia
Obrożnik arktyczny został opisany naukowo w 1948 roku przez S. Ogniowa. Badania genetyczne i morfologia wskazują, że jest to gatunek odrębny od obrożnika tundrowego (D. torquatus), prawdopodobnie w związku z izolacją Wyspy Wrangla; jednak niektórzy autorzy nie uznają tego taksonu za odrębny gatunek lecz za podgatunek Dicrostonyx groenlandicus zaznaczając że zachodzi potrzeba bardziej szczegółowych badań.

## Biologia
Obrożniki arktyczne zamieszkują tundrę Wyspy Wrangla. W lecie występują na różnych terenach, preferując suche, skaliste zbocza dolin rzecznych z obfitą roślinnością; unika miejsc podmokłych. Często występuje razem z lemingiem wyspowym (Lemmus ognevi), zwierzęta te także wspólnie zimują. Żywi się fragmentami krzewów i trawami. Od końca czerwca do sierpnia magazynuje pożywienie na zimę, zapasy roślin mogą sięgać 10 kg. Buduje jednopoziomowe, dosyć płytkie (~25 cm), ale rozległe sieci korytarzy, mające powierzchnię do 30 m² i do 30 wejść.
Samice wydają na świat 1–2 mioty w lecie i od 5 do 6 pod pokrywą śnieżną. W lecie rodzi się typowo 5–6 młodych, zimą 3–4. Młode urodzone latem nie rozmnażają się w tej porze roku, a tempo ich dojrzewania silnie zależy od stanu populacji: jest szybsze, gdy gryzoni jest mniej. Od lat 60. do 80. XX wieku obserwowano cykliczne wahania wielkości populacji na bardzo dużą skalę, w których liczebność gatunku zmieniała się 250–350 razy. Regularność ta załamała się około 1986 roku, od tamtej pory liczebność, choć zmienna, utrzymuje się na niskim poziomie. Obserwacje wskazują, że zmiany liczebności tych lemingów w różnych częściach wyspy nie są skorelowane.

## Populacja
Gatunek ten ma na mały zasięg występowania i duże wahania populacji, co sprawia, że może być gatunkiem narażonym na wyginięcie. Brakuje jednak danych, aby jednoznacznie przydzielić mu którąś z kategorii zagrożeń.